# ويليام غريفز شارب
ويليام غريفز شارب هو محامي ودبلوماسي وسياسي أمريكي، ولد في 14 مارس 1859 في ماونت غيلاد في الولايات المتحدة، وتوفي في 17 نوفمبر 1922 في لورين في الولايات المتحدة. نشط حزبياً في الحزب الديمقراطي. وقد انتخب قائمة سفراء الولايات المتحدة لدى فرنسا (1914 – 14 أبريل 1919) وانتخب عضو مجلس النواب الأمريكي ‏.